# Les Mars
Les Mars település Franciaországban, Creuse megyében. Lakosainak száma 181 fő (2022. január 1.). Les Mars Auzances, Brousse, Chard, Châtelard, Le Compas és Dontreix községekkel határos.

## Népesség
A település népességének változása:
| Lakosok száma | 372  | 295  | 274  | 207  | 197  | 197  | 195  | 187  | 183  | 181  |
|               | 1968 | 1982 | 1990 | 2006 | 2013 | 2015 | 2017 | 2019 | 2020 | 2022 |